# Ailia
Ailia is een monotypisch geslacht van straalvinnige vissen uit de familie van glasmeervallen (Schilbeidae). Het geslacht is voor het eerst wetenschappelijk beschreven in 1830 door Gray.

## Soort
- Ailia coila (Hamilton, 1822)